# Safiya Noble
Safiya Noble est une sociologue et enseignante-chercheuse américaine. Ses recherches s'orientent sur le biais de genre, le racisme et les nouvelles technologies. Elle est l'autrice de l’ouvrage Algorithms of Oppression et cofondatrice de l'Information Ethics & Equity Institute, qui aide les organisations à s'assurer de la transparence et de l’équité de leur gestion.

## Formation
Safiya Umoja Noble étudie la sociologie et les études ethniques à l'université d'État de Californie à Fresno. Militante, elle s’implique dans la sphère politique du campus, protestant contre l'apartheid et pour l'égalité raciale et l'égalité des sexes. Après avoir obtenu son diplôme, elle travaille dans le marketing multiculturel, puis rejoint l'université de l'Illinois à Urbana-Champaign pour ses études supérieures, obtenant ainsi une maîtrise en 2009 et un doctorat en 2012,.

## Carrière professionnelle et recherches
Safiya Noble est nommée professeure adjointe à l'université de l'Illinois à Urbana-Champaign dans le département des études afro-américaines. Elle poursuivit ses recherches sur le genre, la technologie et la culture, et sur leur influence sur la conception et l'utilisation d'Internet. 
En 2012, elle rédige Missed Connections; What Search Engines Say about Women (Missed Connections; Ce que les moteurs de recherche disent à propos des femmes) pour Bitch Media, organisation multimédia féministe à but non lucratif, connue pour éditer le magazine Bitch.
En 2014, Safiya Umoja Noble rejoint l'université de Californie et entre au département d'information de Los Angeles. Elle est récompensée du Los Angeles Early Career, prix de l'Université de Californie. En 2016, elle obtient la bourse Hellman, soutenant son projet de création d’un indice d'information publique non commercial. 
Safiya Umoja Noble est membre de Stratelligence, une organisation qui étudie l’impact des données numériques. 
En 2017, elle intègre l'université du Sud de la Californie. Elle se préoccupe alors du fait que l'enseignement STIM n'engage pas les futurs développeurs dans le domaine de l'éthique, ce qui aboutit à des spécialistes des données et des ingénieurs qui ne tiennent pas compte des droits civils ou humains.

## Publications
En 2016, Safiya Noble est l’autrice de Emotions, Technology & Design et The Intersectional Internet: Race, Sex, Culture and Class Online. Le premier ouvrage explore le design émotionnel et les façons d’utiliser efficacement le son et la couleur,,.  
Elle est rédactrice adjointe de The Black Scholar et du Journal of Critical Library and Information Studies,.
En 2018, Safiya U. Noble publie l’ouvrage Algorithmes of Oppression. L’auteure s’intéresse à la manière dont les préjugés contre les personnes de couleur sont intégrés dans les moteurs de recherche. Le livre explore comment le racisme est créé et maintenu par Internet. Ses textes ont été exposés au Fotomuseum Winterthur en Suisse,,,. 